# Дом специалистов (Санкт-Петербург)
Дом специалистов — многоквартирный дом (жилой комплекс постройки 1930-х годов со всеми удобствами для специалистов высокой квалификации из трёх отдельно стоящих корпусов) в муниципальном округе Сампсониевское в Выборгском районе Санкт-Петербурга. Корпуса занимают северную половину квартала между Лесным проспектом, Кантемировской улицей, Парголовской улицей и улицей Александра Матросова. Адрес дома: Лесной проспект, дом № 61.

## История
Была построена серия зданий нового типа. Их строительство началось по решению руководства города превратить Ленинград в «образцовый социалистический город». Дома проектировались для работников разных отраслей экономики, науки, культуры, городского хозяйства и других направлений.
Первоначально все такие дома строились в стиле конструктивизма. Все эти дома отличаются яркой индивидуальностью архитектурных решений, существенно обогащая облик города.
В 1934—1937 годах по проекту архитекторов Г. А. Симонова, Б. Р. Рубаненко, Л. К. Абрамова, Т. Д. Каценеленбоген, при участии скульптора Г. А. Шульца (декор), был построен «Дом специалистов» по адресу Лесной проспект, дом № 61. Он предназначался для учёных, организаторов производства и специалистов предприятий и организаций (НИИ и заводы) преимущественно Выборгской стороны. Дом был оборудован лифтами (их обслуживали неотлучные лифтёры — аналог консьержей), мусоропроводами прямо в стене кухни, кладовыми. В трёх дворах дома были предусмотрены возможности для активного отдыха и развития детей (детская площадка у встроенного детского сада), молодёжи (спортплощадка, ныне не существует), и для тихого отдыха пенсионеров — скамейки у фонтана в окружении рябин, берёз, черемухи. В главном большом дворе- курдонёре был разбит фруктовый сад, на месте которого построена станция метро Лесная.
На фасаде здания сохранена надпись в память о блокадных годах: «Граждане! При артобстреле эта сторона улицы наиболее опасна». Дом пострадал от бомбардировок во время войны, а также (корпус 1) при строительстве подземного перехода при расширении Кантемировской улицы для двустороннего движения с Петроградской стороны в район Гражданки и Полюстрова в середине-конце 1980-х гг.
Многие видные специалисты из числа жителей дома стали жертвами сталинских репрессий. Жители дома гибли и во время блокады Ленинграда.

## Известные жители Дома специалистов
См. также здесь.

### А
- Альтман, Натан Исаевич[6][7] (1889—1970) — русский и советский живописец, художник — авангардист (кубист), скульптор и театральный художник, заслуженный художник РСФСР (1968), мастер портрета. На доме установлена мемориальная доска (авторы: архитектор С. Однавалов, скульптор Н. В. Никитин). Жил в 1937—1941 годах: корпус № 1 (бывшая квартира № 157). Жил в 1944—1970 годах.

### Б
- Бонч-Бруевич, Михаил Александрович[7] (1888—1940) — советский радиотехник, основатель отечественной радиоламповой промышленности. Жил в 1934—1940 годах: корпус № 2, квартира № 115 (бывшая квартира № 33).

### В
- Векшинский, Сергей Аркадьевич (1896—1974) — специалист по электровакуумной технике, Герой Социалистического Труда, академик.
- Воронин, Владимир Иванович[6][8](1890—1952) — капитан советского ледокольного флота, полярный исследователь, участник многих советских экспедиций в Арктике.

### Г
- Гажёв, Борис Наумович — доктор медицинских наук, профессор, фитотерапевт[6][8].
- Ге, Григорий Григорьевич — известный русский актёр.
- Гольденберг, Лев Моисеевич (1921—2002) — профессор ЛЭИС[9], доктор технических наук, профессор, заслуженный деятель науки Российской Федерации. Организатор кафедры импульсной и вычислительной техники (ИВТ) (1967) и заведующий данной кафедрой в период с 1968 по 1991 год. В 2013 году кафедра ЦВТиИ была переименована в Кафедру программной инженерии и цифровой вычислительной техники (ПИиВТ) (Факультет «Инфокоммуникационных сетей и систем» (ИКСС, ранее CC, СК и ВТ+МТС))[10][11]. Автор монографий[12] и изобретений[13]. Муж профессора кафедры русского языка Российского государственного педагогического университета имени Герцена С. Г. Ильенко.[14]
- Гринберг, Марк Иосифович (1896—1957) — профессор, специалист в области турбиностроения, начальник КБ по разработке сверхмощных паровых и газовых турбин. Дважды лауреат Государственной (1946, 1948) и Ленинской (1963, посмертно) премий.
- Громов А. Г. — и. о. директора (04.1946 — 09.1946), директор ВНИИ телевизионной техники[15] (НЭП). Один из организаторов блокадной «Дороги жизни».
- Грубе Александр Эдуардович — (1907—1974), советский ученый в области деревообрабатывающих машин и режущих инструментов, заслуженный деятель науки и техники РСФСР, д.т. н., профессор Лесотехнической академии. Награждён орденом Ленина, двумя орденами «Знак Почета», медалью «За оборону Ленинграда».

### Д
- Данилевский, Виктор Васильевич (1898—1960), известный историк техники, преподаватель кафедры электротехники Ленинградского политехнического института.
- Дашкова, Анна Дмитриевна[8] (1911—2002) — геолог, кандидат геолого-минералогических наук, участник археологической экспедиции 1931 г. в Забайкалье вместе со Львом Николаевичем Гумилевым[6] (см. её воспоминания о нём).

### З
- Зилитинкевич, Сергей Илларионович (1894—1981) — крупнейший специалист в области радиотехники и электроники, опубликовал более 100 научных работ, автор ряда важнейших исследований и открытий. Профессор, зав. кафедрой технической физики Ленинградского педагогического института (1930-34), заведующий кафедрами: специальной электротехники, радиотехники (впоследствии — электроники) 1955-74 гг.; инициатор создания в ЛИТМО первого в стране радиотехнического факультета, заместитель директора ЛИТМО по научной и учебной работе (1946—1950).
- Зыков, Михаил Петрович (1927—1984). Профессор, директор Института гриппа[16]. Эксперт и консультант ВОЗ в Кении, Нигерии и Конго. Специалист по бактериологии и иммунологии туберкулёза лауреат двух Сталинских и Ленинской премий.

### И
- Ильенко, Сакмара Георгиевна (1923—2019) — доктор филологических наук, профессор кафедры русского языка филологического факультета РГПУ им. А. И. Герцена, член-корреспондент Российской академии образования (РАО), Заслуженный деятель науки Российской Федерации. Глава научно-педагогической школы по изучению русского синтаксиса и лингвистики текста РГПУ, воспитавшая многих действующих профессоров и доцентов, а также преподавателей школ.

### К
- Корвин-Кербер, Виктор Львович (1894—1970) — морской лётчик, крупный специалист в области авиации и авиапромышленности.
- Королёв, Сергей Павлович (1907—1966) — советский учёный, конструктор и организатор производства ракетно-космической техники и ракетного оружия СССР, отец советской космонавтики.
- Куприн, Александр Иванович (1870—1938) — русский писатель. Жил с декабря 1937 года по начало июня 1938 года: корпус № Д (бывшая квартира № 212)[7].
- Курчатов, Игорь Васильевич (1903—1960) — выдающийся советский физик, «отец» советской атомной бомбы. Академик, основатель и первый директор Института атомной энергии с 1943 по 1960 годы. Жил в 1939 году[17] (по другим данным — с 1937 г.) и до начала войны.
- Куслик, Михаил Исаакович[8] (1898—1965) — хирург, ортопед-травматолог. Д-р мед. наук, проф. 1941-45 — на фронте. зав. ортопедич. Отд. НИИ травматологии и ортопедии, науч. рук. в НИИ ортопедии и протезирования в Ленинграде. Засл. деятель науки РСФСР.

### Л
- Лурье, Юлий Сергеевич (1904—1982) — инженер и организатор цементного производства, дважды лауреат Сталинской премии. В 1940−1960 гг. директор института в цементной промышленности СССР. Завкафедрой в Ленинградском технологическом институте им. Ленсовета. Его научно-производственная деятельность в Гипроцементе способствовала созданию в СССР самой мощной в мире цементной промышленности. Опубликовал более 100 научных работ.

### М
- Медовиков, Пётр Сергеевич (1873—1941) — российский, советский врач-педиатр, профессор, заслуженный деятель науки РСФСР (1940), основоположник первой в СССР кафедры детского туберкулёза при Ленинградском педиатрическом медицинском институте;
- Мичник, Зинаида Осиповна (1878—1942) — доцент кафедры социальной гигиены женщины и ребёнка, организатор здравоохранения, одна из организаторов Ленинградского научно-практического Института охраны материнства и младенчества (ныне Санкт-Петербургский государственный педиатрический медицинский университет);
- Мясников, Александр Леонидович (1899—1965) — советский терапевт, академик АМН СССР, главный терапевт Военно-морского флота СССР. (Переехал в Москву в 1948 году).

### Н
- Наливкин, Василий Дмитриевич (1915—2000) — геолог, член-корреспондент РАН (1968), почётный академик АН РБ (1991), доктор геолого-минералогических наук, профессор
- Нэлепп, Георгий Михайлович (1904—1957) — оперный певец.

### П
- Павловский, Евгений Никанорович (1884—1965) — академик, Герой Соц. Труда, генерал-лейтенант медицинской службы, директор Зоологического института АН СССР, профессор Военно-медицинской академии, руководитель отдела паразитологии и медицинской зоологии Института эпидемиологии и микробиологии Академии медицинских наук СССР. Определил возбудителя клещевого энцефалита и вакцину. Лауреат двух Сталинских и Ленинской премий.
- Пешехонов, Владимир Григорьевич (1934) — профессор, доктор технических наук, действительный член РАН, лауреат Ленинской премии и Государственной премии Российской Федерации, директор ЦНИИ «Электроприбор».

### Р
- Ромм, Михаил Ильич (1901—1971) — советский российский кинорежиссёр, сценарист, педагог, театральный режиссёр. Лауреат пяти Сталинских премий (1941, 1946, 1948, 1949, 1951). Народный артист СССР (1950). Член ВКП(б) с 1939 года.

### С
- Савицкий, Николай Николаевич (1892—1984) — академик АМН СССР (1957), з. д. н. РСФСР (1948), профессор, генерал-майор медицинской службы, лауреат Государственной премии. Под руководством Н. Н. Савицкого подготовлено 14 докторских и 29 кандидатских диссертаций, а при непосредственном участии выполнено около 400 научных работ в области физиологии и патологии кровообращения, основоположник учения o жёсткости сосудистой стенки в России[18].
- Селихов, Юрий Иванович — генерал-майор, профессор Академии Связи им. Будённого[19].
- Сиваченко, Сергей Иванович — режиссёр научно-популярного кино[20]. Заслуженный деятель искусств РСФСР (20.01.1984). С 1992 года режиссёр на киностудии «Леннаучфильм»[8][21].
- Симонов, Николай Иванович — заслуженный архитектор. Автор, в частности, проекта здания администрации Приморского района (1983).
- Смирнов, Владимир Иванович (1887—1974) — математик, академик, Герой Социалистического Труда, лауреат Сталинской премии (1948).

### Т
- Томский, Николай Васильевич (настоящая фамилия — Гришин; 1900—1984) — выдающийся советский скульптор-монументалист, педагог, профессор. Академик АХ СССР (1949, президент — 1968—1983). Действительный член Академии искусств ГДР. Народный художник СССР (1960). Герой Социалистического Труда (1970). Лауреат Ленинской (1972), пяти Сталинских (1941, 1947, 1949, 1950, 1952), и Государственной премии СССР (1979).
- Тучкевич, Владимир Максимович (1904—1997) — физик, директор Физико-технического института, академик АН СССР, член Президиума (с 1971) АН СССР. Герой Социалистического Труда. Заложил основы современной отечественной полупроводниковой промышленности, создал новое направление — силовую полупроводниковую технику (Ленинская премия, 1966 г.). Создал дозиметр рентгеновского излучения. Государственная премия СССР за разработки системы размагничивания кораблей. Награждён тремя орденами Ленина, орденом Трудового Красного Знамени орденом Отечественной войны II степени. Автор более 150 научных работ и изобретений.

### У
- Урванцев, Николай Николаевич (1893—1985) — исследователь Арктики, доктор геолого-минералогических наук (1935), заслуженный деятель науки и техники России (1974). Жил в кв. 108, корп. 1.

### Ф
- Факидов Ибрагим Гафурович (1906—2002) — выдающийся учёный физик, профессор, участник челюскинской эпопеи[22][23][24]. Во время Великой Отечественной войны работал с И. В. Курчатовым и А. П. Александровым (будущим президентом Академии наук СССР) над размагничиванием кораблей. С 1946 года заведующий лабораторией электрических явлений ИФМ УНЦ АН СССР. За челюскинскую эпопею награждён орденом Красной Звезды № 307.

### Х
- Харитон, Юлий Борисович (1904—1996) — физик академик, трижды Герой Социалистического Труда. Один из руководителей советского проекта атомной бомбы. Лауреат Ленинской (1956) и трёх Сталинских премий (1949, 1951, 1953).
- Харитонов, Иван Павлович (1899—1953) — директор Ленинградского Дома учёных.
- Хлопин, Виталий Григорьевич[7] (1890—1950) — русский, советский химик, один из основоположников советской радиохимии и радиевой промышленности, получил первые отечественные препараты радия, один из ведущих участников Атомного проекта; действительный член АН СССР (1949), Герой Социалистического Труда (1939), один из основателей Радиевого института (ныне АО «Радиевый институт имени В. Г. Хлопина» (бывш. РИАН)). Жил с 1941 года: корпус № 1 (бывшая квартира № 150, перепланирована в начале 1980-х годов). Мемориальная доска — Жил в 1945—1950 годах.

### Ч
- Чеботарёв, Николай Николаевич (1903—1964) — директор в 1940—50е гг. завода им. Карла Маркса, производившего оборудование для лёгкой промышленности.
- Чудновский, Абрам Филиппович (1910—1985) — доктор физико-математических наук, заведующий сектором Агрофизического института ВАСХНИЛ.
- Чудновский, Феликс Абрамович — доктор технических наук, Физико-технический институт.
- Чурсин, Владимир Дмитриевич[5](род. 1929) — филолог-испанист, переводчик, библиограф Государственной Публичной библиотеки имени М. Е. Салтыкова-Щедрина, библиотековед. В качестве библиографа консультировал читателей и на должности руководителя группы литературы и искусства составлял библиографические обзоры работ по литературе, искусству и просвещению, ежегодно издававшиеся Справочно-библиографическим отделом ГПБ для областных научных библиотек и другие издания. Собрал материалы по деятельности библиотеки и судьбах её сотрудников, в том числе в годы Великой Отечественной войны[25]. Работал переводчиком на Кубе во время строительства там советскими специалистами электростанции.

### Ш
- Шамов, Владимир Николаевич[8] (22.05 (03.06).1882 — 30.03.1962) — врач, академик, генерал-лейтенант медицинской службы гл. нейрохирург армии во время ВОВ. В 1939—1958 гг. заведующий кафедрой госпитальной хирургии Военно-медицинской академии, директор институтов нейрохирургии в Москве и Ленинграде, Ленинградского института переливания крови один из основоположников трансплантологии в СССР. Лауреат Ленинской премия Награждён 2 орденами Ленина, 4 другими орденами, а также медалями (бывший корпус Д, квартира 218).
- Шифрин, Семен Маркович (1899—1980) — доктор технических наук, заслуженный деятель науки и техники, профессор, с 1945 по 1980 гг. заведующий кафедрой канализации Ленинградского инженерно-строительного института (ЛИСИ). В 1931-35 — директор НИИ Водоснабжения, канализации и инженерной геологии. С 1935 работал в Ленсовете: в 1935-36 — начальник управления благоустройства, в 1936-39 — зам. начальника архитектурно-планировочного отдела, с 1939 по апрель 1942 — председатель архитектурно-строительного экспертного совета. С апреля 1942 по 1951 — главный инженер управления «Водоканал». В годы войны руководил работой по ликвидации разрушений водопроводов и канализации. В доме жил с 1937 по 1975 год, бывший корпус Д, квартира 214.
- Шпунт, Владимир Хаимович (род. 1939 г.) — доктор наук, профессор ФТИ им. Иоффе, академик Нью-Йоркской и Итальянской академий. Директор созданного им института в США.

### Щ
- Щерба, Лев Владимирович (1880—1944) — русский советский языковед, академик, внёсший большой вклад в развитие психолингвистики, лексикографии и фонологии.

### Э
- Эфрусси, Полина Осиповна (1876—1942) — советский психолог и педагог, доктор философских наук, профессор ленинградского Института по изучению мозга и психической деятельности.

### Я
- Якутович, Вячеслав Петрович (1906—1965) — советский военачальник, генерал-майор

## Репрессии

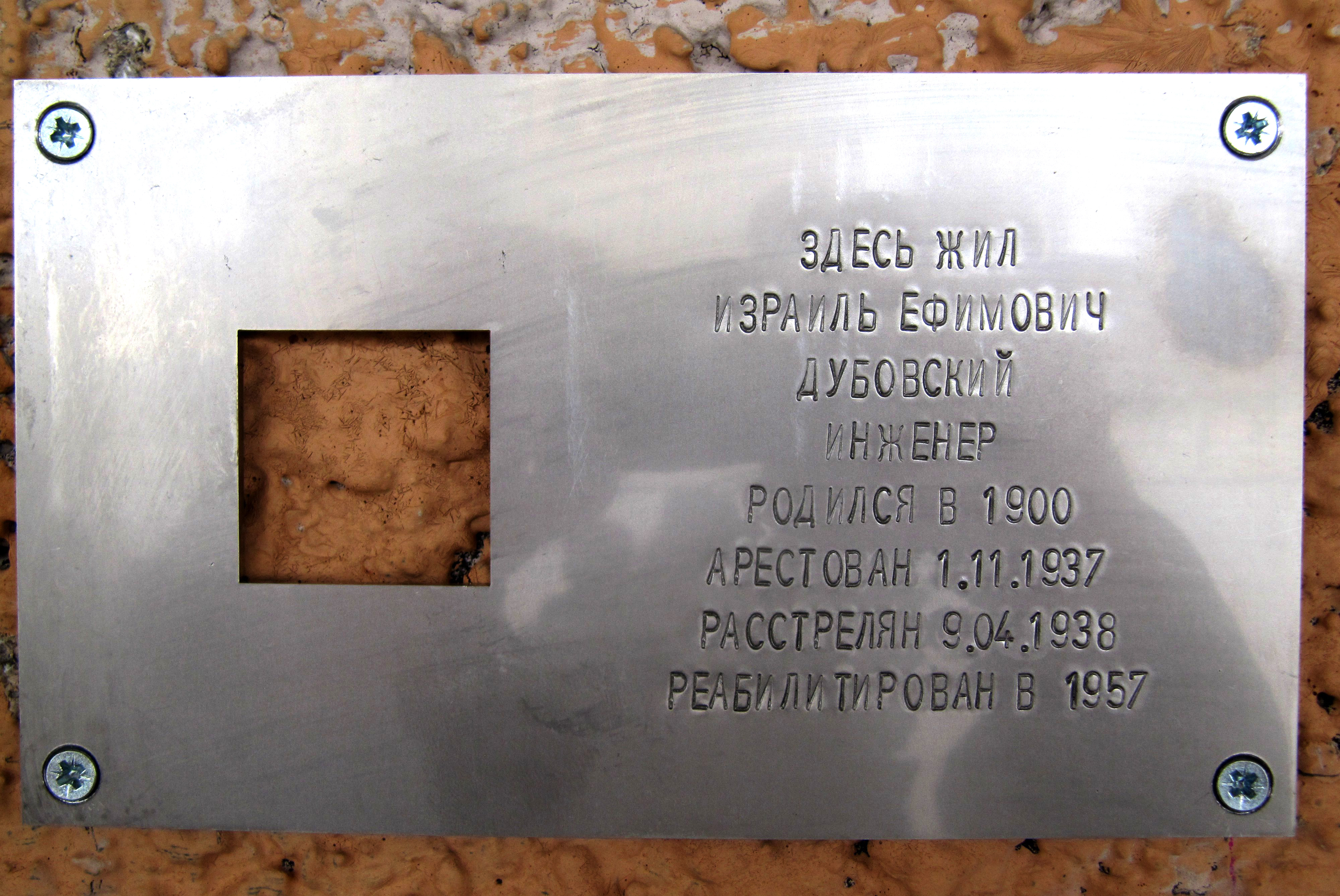
Именные памятные таблички проекта «Последний адрес»

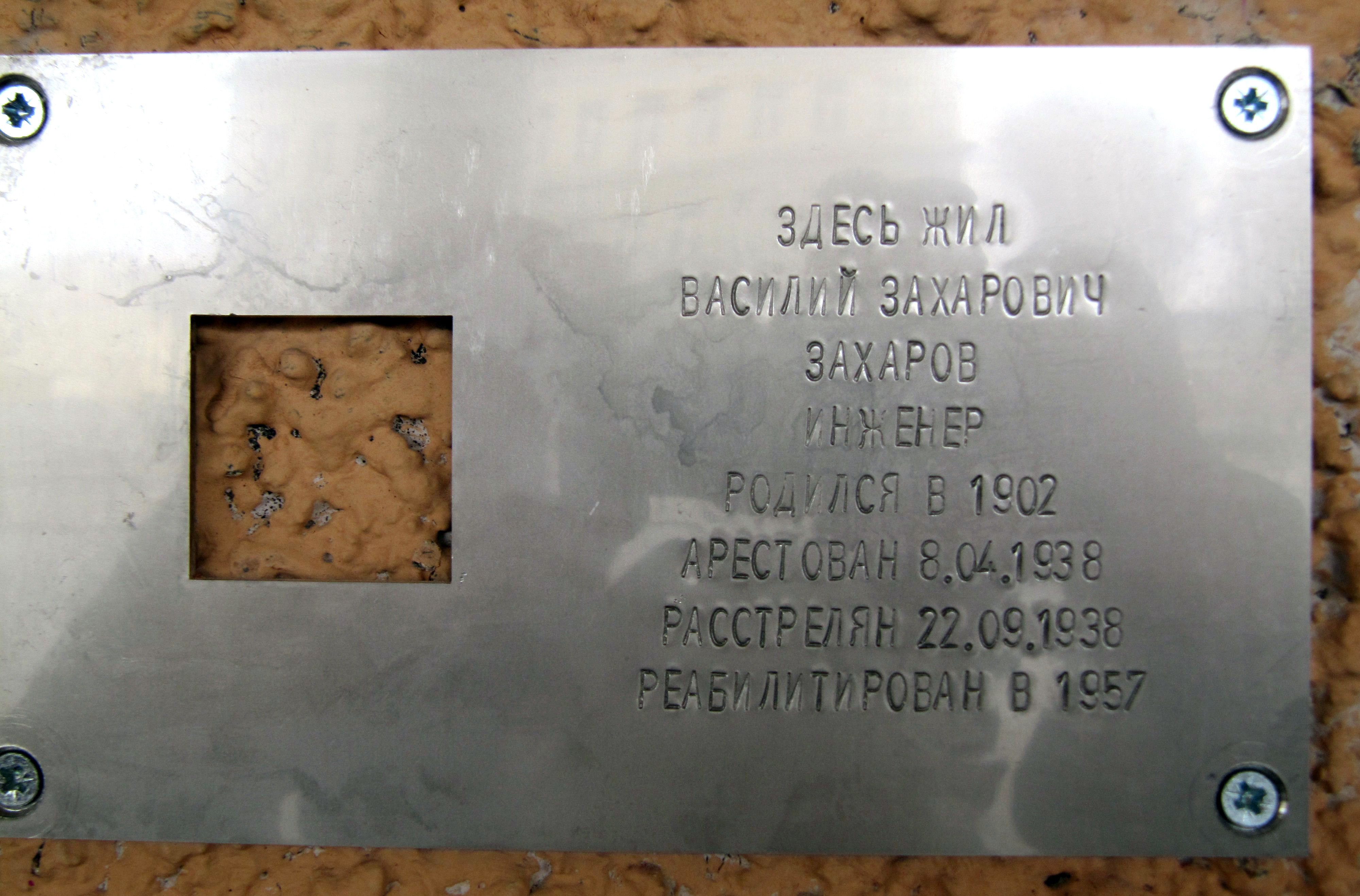

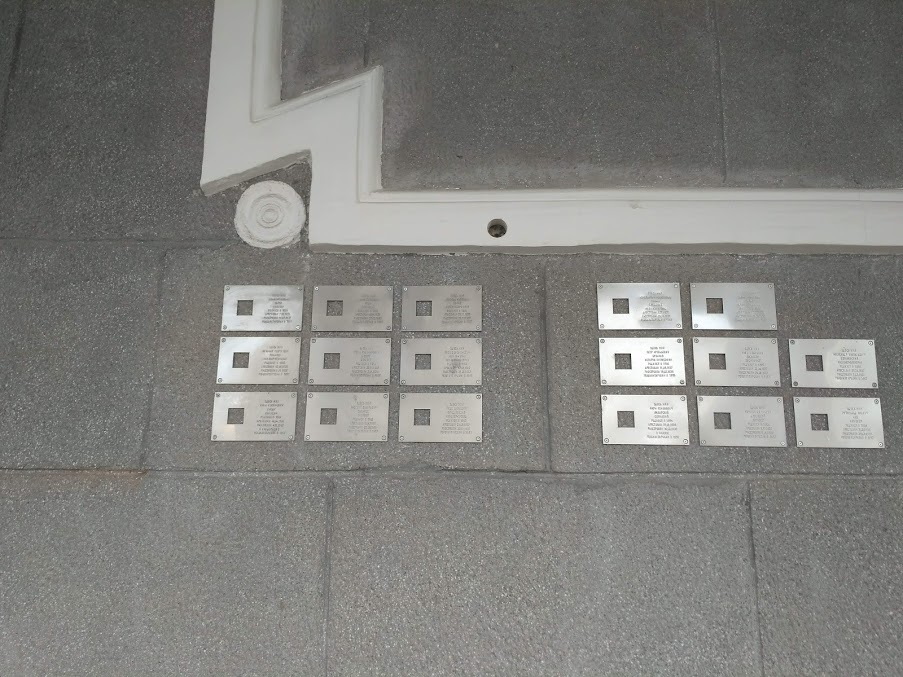

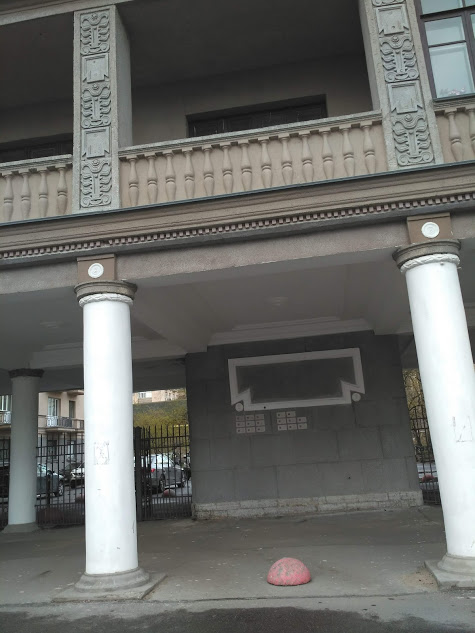

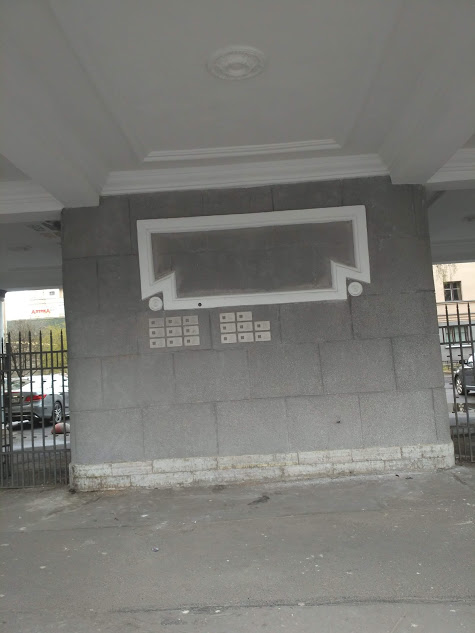

Многие жители дома были репрессированы и расстреляны (в Ленинградском мартирологе упомянуты 39 жителей дома):
- Петр Артемьевич Буханов — ученый секретарь Института философии ЛОКА, перед арестом — научный сотрудник Института иностранного туризма, расстрелян в феврале 1938 года за «контрреволюционную агитацию и пропаганду», «участие в террористической группе» (33 года)
- Наум Иванович Васильев — директор завода «Красный треугольник», арестован и расстрелян в августе 1937 года за «вредительство», «подрыв промышленности», «участие в террористической группе» (42 года).
- Эрвин Рудольфович Детерс — студент Индустриального института (28 лет), расстрелян за «шпионаж», «контрреволюционную агитацию в составе террористической группировки» в январе 1938 года.
- Израиль Ефимович Дубовский' — начальник 4-го цеха завода «Красный Октябрь». Расстрелян за «шпионаж» и «причинение ущерба промышленности в составе террористической группы» в апреле 1938 года (38 лет).
- Василий Захарович Захаров — начальник трубо-прессового цеха завода «Красный Выборжец», арестован и в сентябре 1938 года расстрелян за «подрыв промышленности» в составе «террористической группы» (36 лет).
- Яков Соломонович Левиев-Коган — директор завода «Красная заря», расстрелян за «причинение ущерба промышленности в составе террористической группы» в августе 1937 года (38 лет).
- Наум Семенович Любарский — уполномоченный Наркомата внешней торговли СССР по Ленинградской области, расстрелян за участие в «контрреволюционной террористической группировке» в марте 1938 года в возрасте 44 лет.
- Николай Георгиевич Романов — технический директор завода «Большевик», расстрелян в мае 1937 года за «подрыв промышленности», «вредительство» и «участие в террористической группе» в возрасте 55 лет.
- Александр Викентьевич Страковский — возглавлял цех № 4 завода Севкабель, арестован и через месяц, в январе 1938 года, расстрелян за «подрыв промышленности в составе террористической группы» (40 лет).

Их память увековечил проект «Последний адрес», установив в 2016 и 2018 гг. на стене под аркой корпуса номер один металлические таблички с краткими сведениями о каждой из жертв репрессий.

## Фото

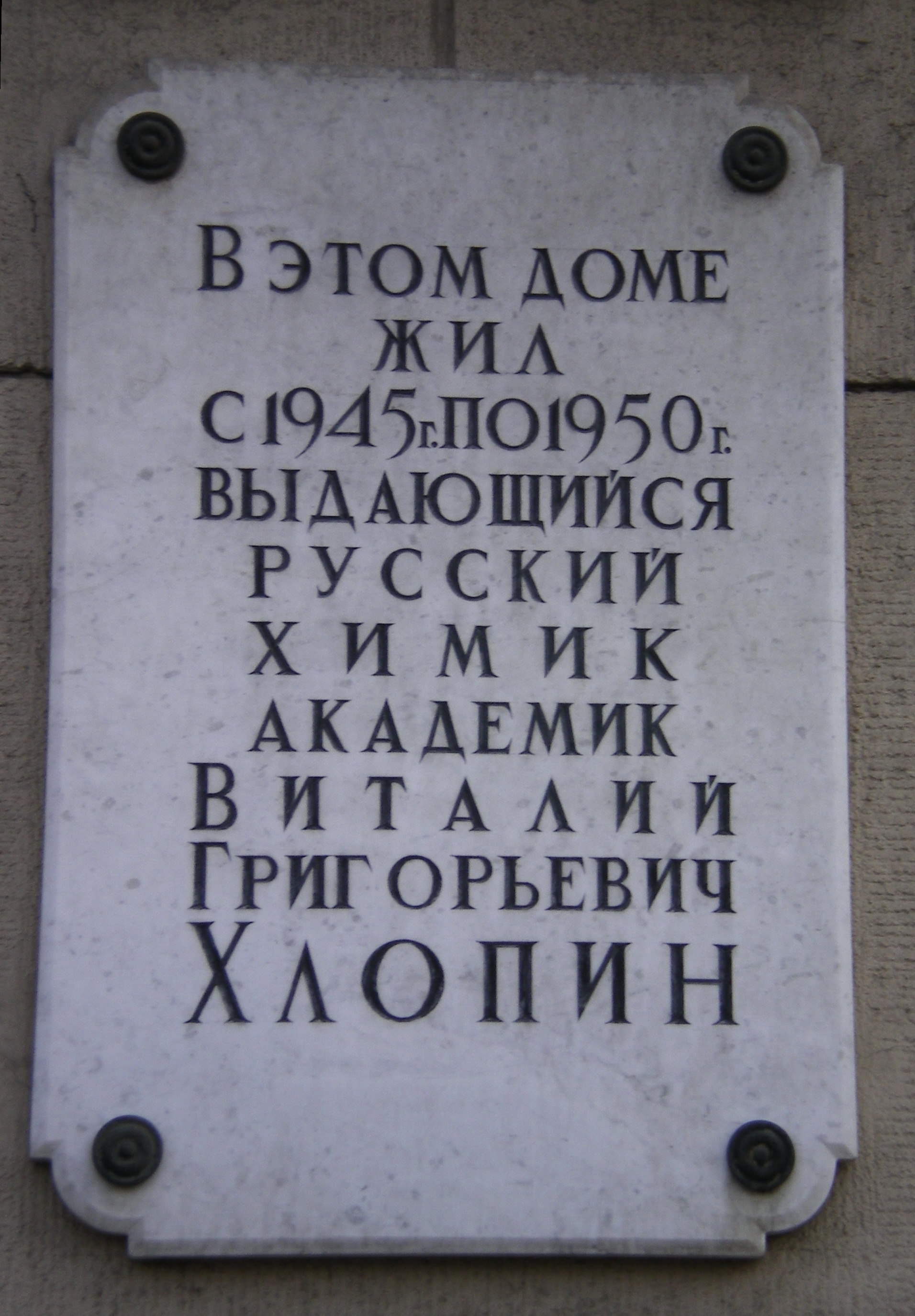
Мемориальная доска В. Г. Хлопину
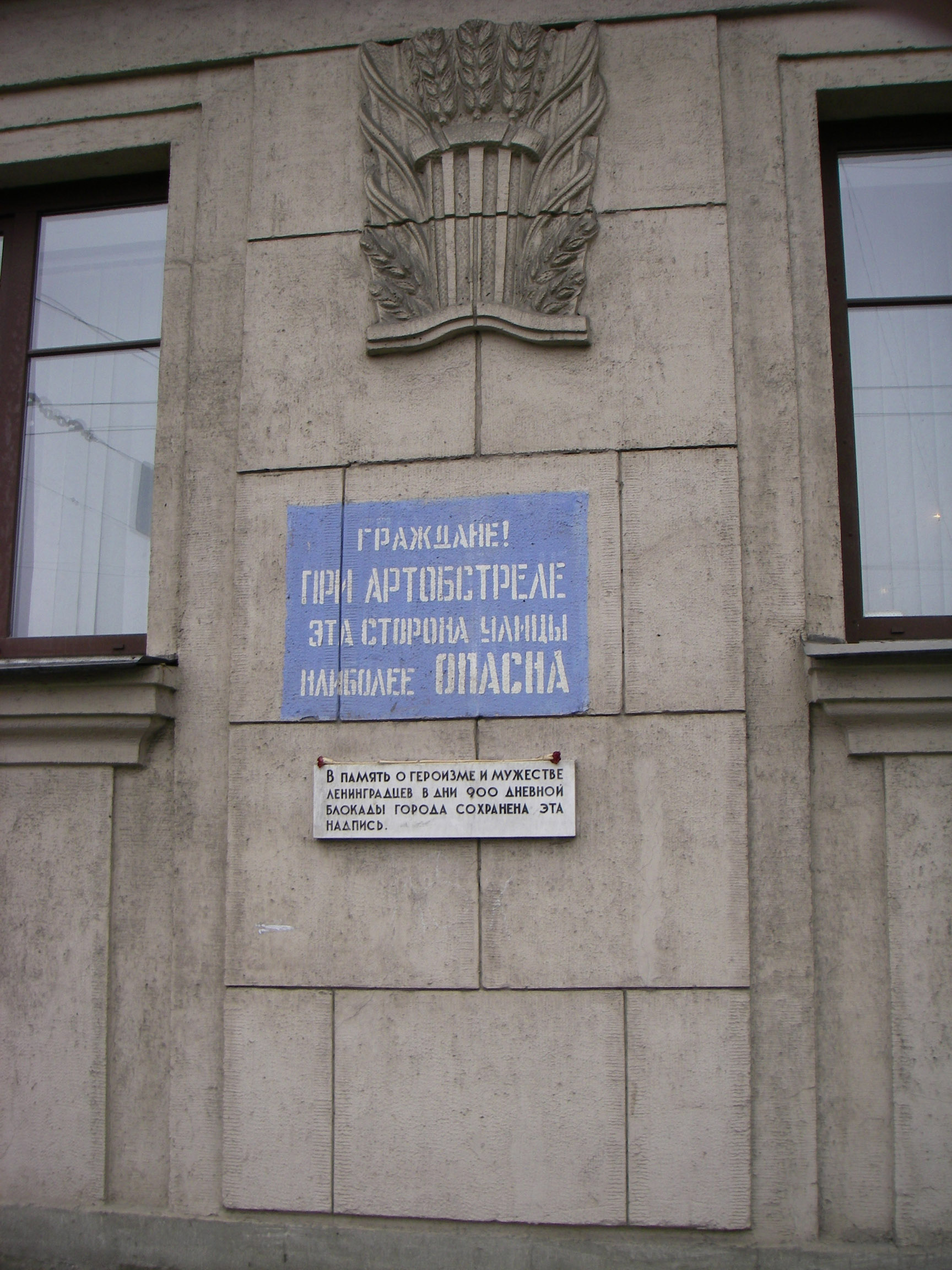
Мемориальная надпись «Граждане! При артобстреле эта сторона улицы наиболее опасна» с памятной доской при ней и полочкой для цветов
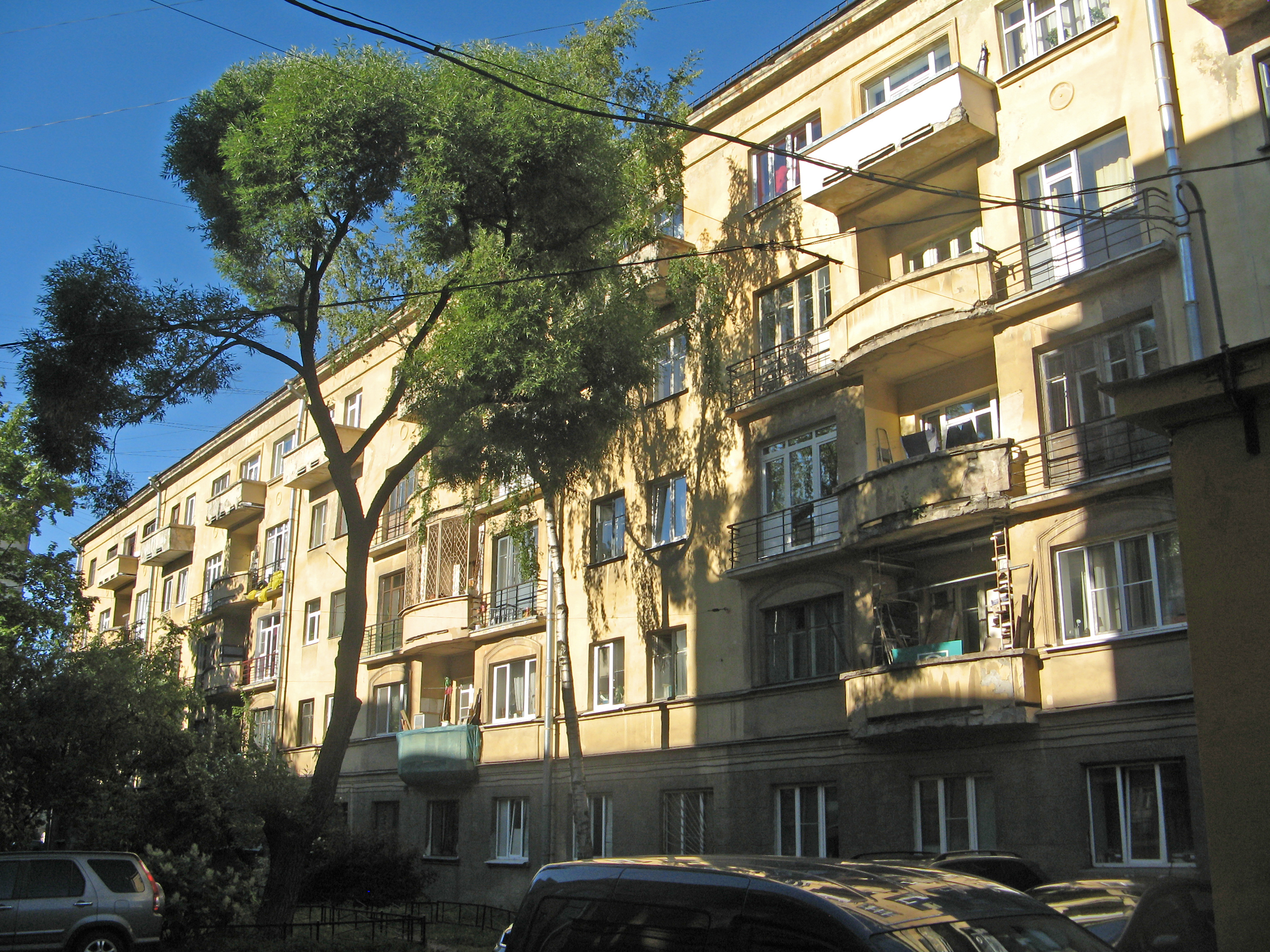
корпус 2
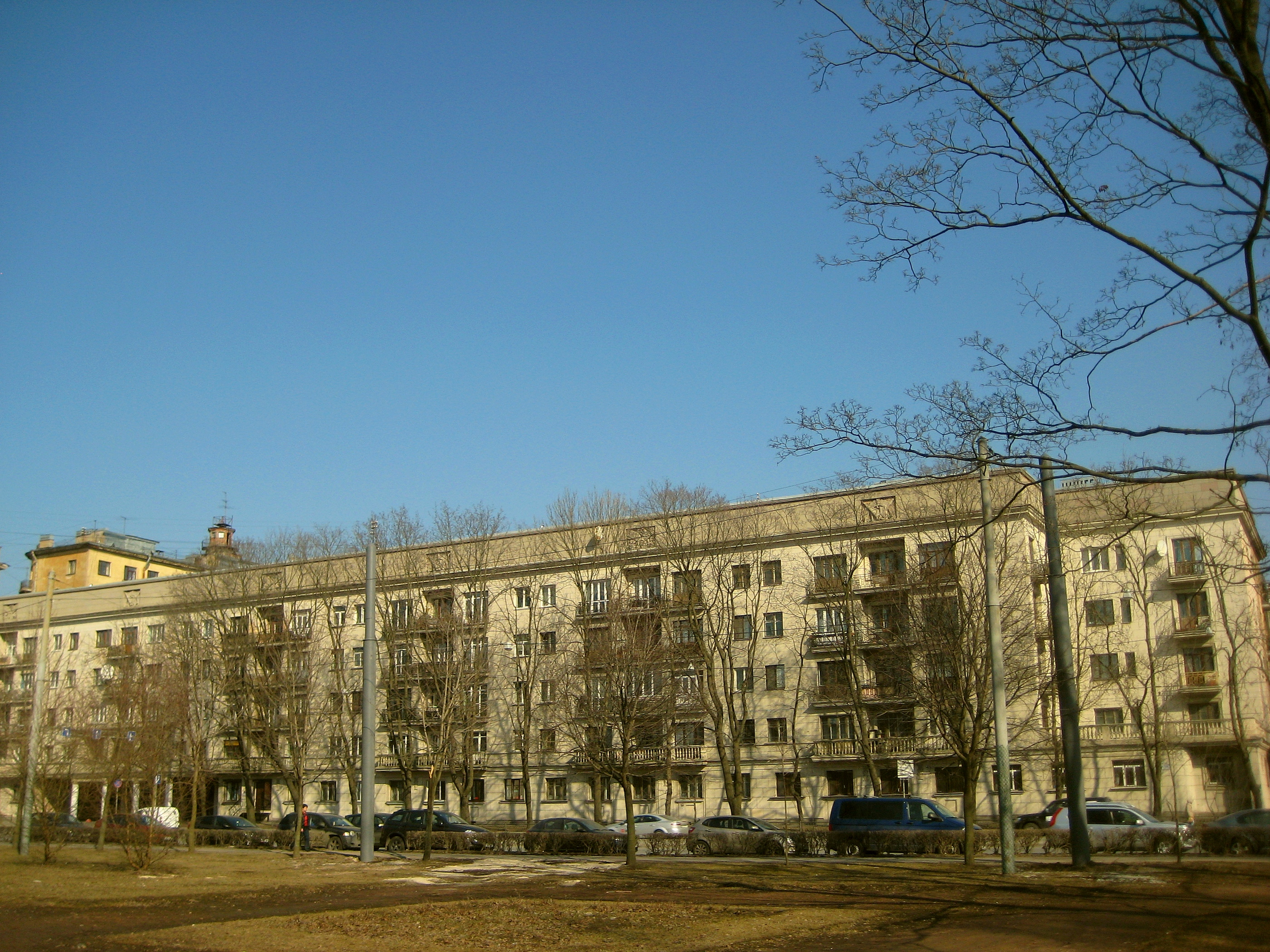
корпус 1
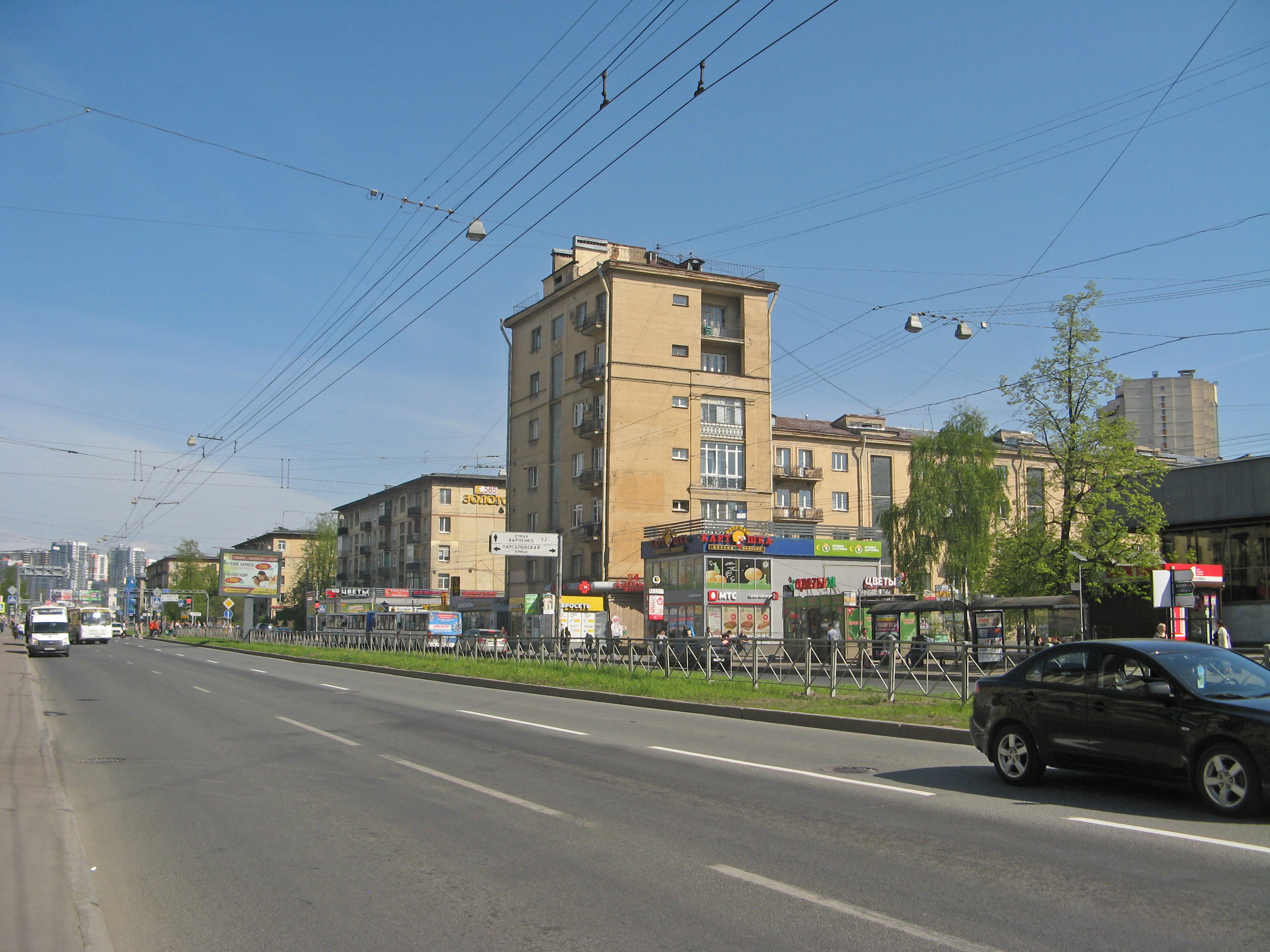
Современный вид с Кантемировской улицы на угловую башню корпуса 1
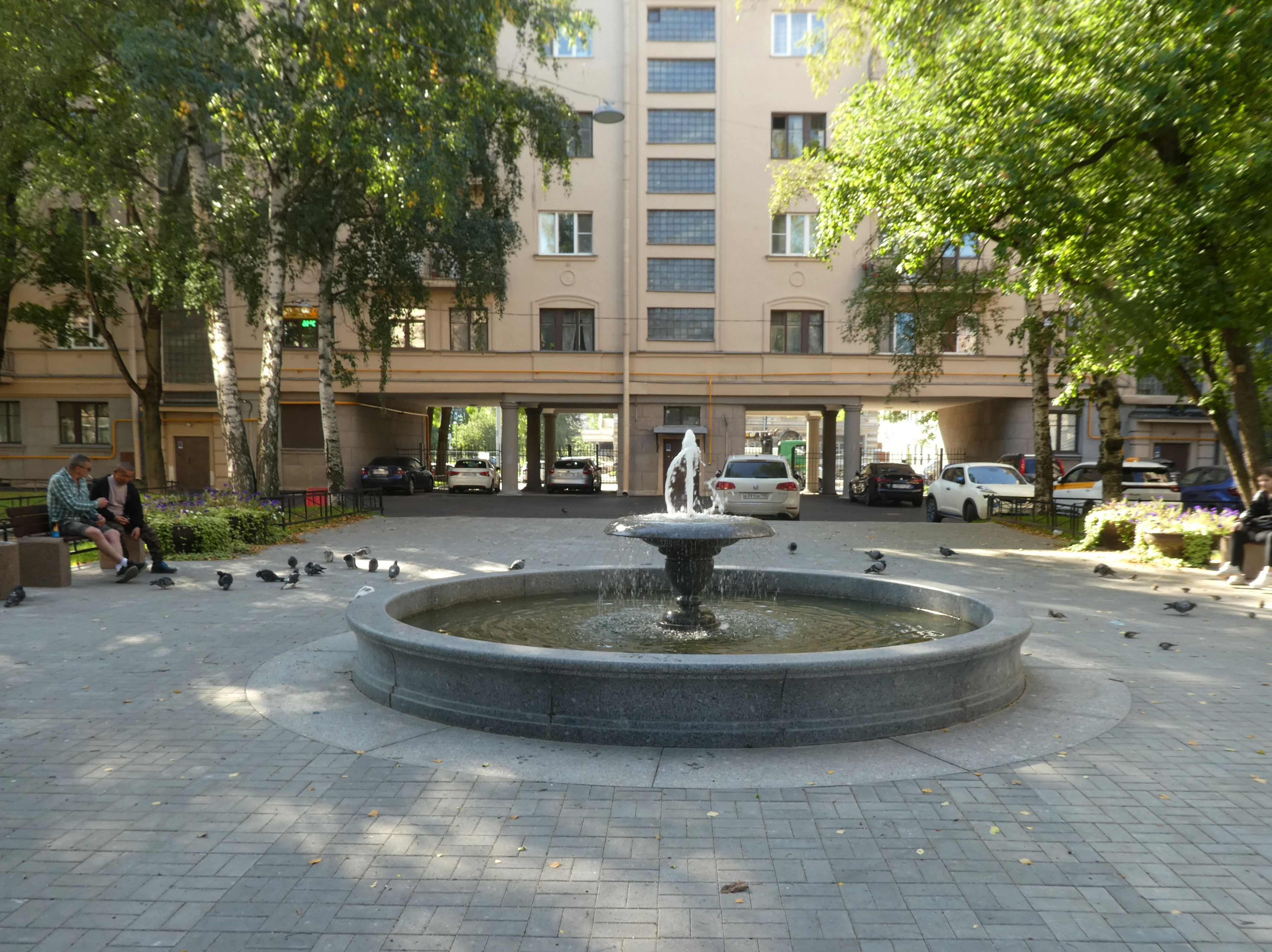
Фонтан в зоне тихого отдыха на фоне арки во двор корпуса 1
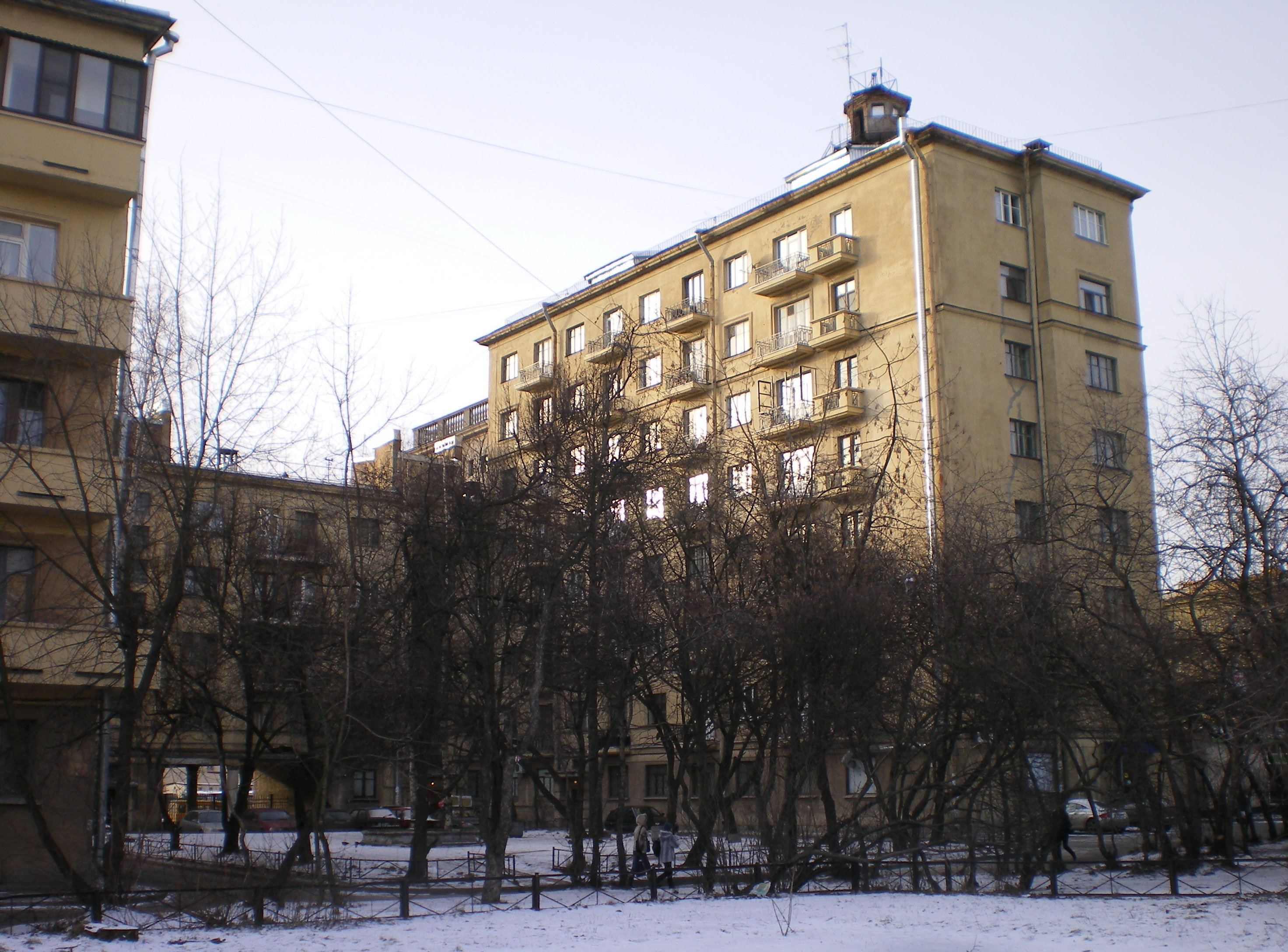
Вид со двора на корпус 3